# Guldbaggegalan 1966
Den tredje Guldbaggegalan, som belönade svenska filmer från 1965 och 1966, hölls den 17 oktober 1966.

## Vinnare
| Högsta kvalitetspoäng        | Bästa regi                       |
| ---------------------------- | -------------------------------- |
| - Heja Roland! (1,2)         | - Alf Sjöberg – Ön               |
| Bästa skådespelerska         | Bästa skådespelare               |
| - Christina Schollin – Ormen | - Thommy Berggren – Heja Roland! |
| Juryns specialbagge          |                                  |
| - Bengt Idestam-Almquist     |                                  |